# Ota Janeček
Ota Janeček (* 15. August 1919 in Pardubitz; † 1. Juli 1996 in Prag) war tschechischer Illustrator, Maler, Graphiker und Hersteller keramischer Kunsterzeugnisse.

## Leben und Werk
Ota Janeček studierte von 1941 bis 1942 Zeichnen und war seit 1943 Mitglied des Vereins bildender Künstler Mánes und seit 1945 der Vereinigung böhmischer Graphiker Hollar.
Janeček war ein vielseitiger bildender Künstler, der sich vor allem in die moderne tschechische Malerei der Nachkriegszeit einschrieb. Daneben erstellte er Plastiken, Graphiken. Seine Inspiration war die tiefe Liebe zur Natur.
Seine ersten Versuche waren expressiver Art. In manchen Bildern ist er von Amedeo Modigliani inspiriert. Seit 1943 tauchen erste Einflüsse des Kubismus auf. In dieser Stilrichtung, wenn auch teilweise transformiert, malt er weiter. Etwa seit 1948 kommen Elemente der Volksmalerei hinzu. Seit Beginn der 50er Jahre die ersten Versuche im stark dekorativen Realismus.
Besonders erfolgreich war er als Illustrator von Kinderbüchern, unter anderem von Jan Skácel oder František Halas. 
Daneben entwarf er Filmkostüme, war dort Fachberater und Mitautor des 1958 in Venedig ausgezeichneten Films Wolfsgrube (Vlčí jáma).

## Auszeichnungen
- 1963: Erster Preis für Kinderillustrationen in São Paulo
- 1970: Silberner Adler bei der Internationalen Buchmesse in Nice.
- 1985: Ernennung zum Verdienten Künstler der Tschechoslowakei.

## Illustrationen deutschsprachige Publikationen
- Margarete von Navarra: Heptameron. Artia, Prag, 1965

- Ota Janeček für die Kinder, nach Bildern von Ota Janeček erzählt von František Nepil, übersetzt von Wolf B. Oerter, Dausien, Hanau 1980, ISBN 3-7684-3937-2.
- Vom klugen Esel und andere Tierfabeln
- Französische Märchen. Erzählt von Jan Vladislav. Artia, Prag, 1970
- Englische Märchen,
- Dornröschen
- Oscar Wilde: Der glückliche Prinz.
- Vom klugen Esel und andere Tierfabeln
- Bohumil Říha: Doktor Ping (Originaltitel: O lékaři Pingovi, übersetzt von Inge Lanner) Artia, Prag 1966 (DNB 969713061).
- Ladislav Walló: Die Prinzessin mit dem goldenen Stern
- František Halas: Kinderparadies. Gedichte, Prag 1960

## Ausstellungen
- Nationalgalerie Prag
- Tate Gallery, London
- Bibliothèque nationale de France, Paris
- MC Nay Institute, San Antonio (USA)
- Tochigi Prefectural Museum of Fine Arts in Japan
- National Gallery of Wales